# Urs Schläfli

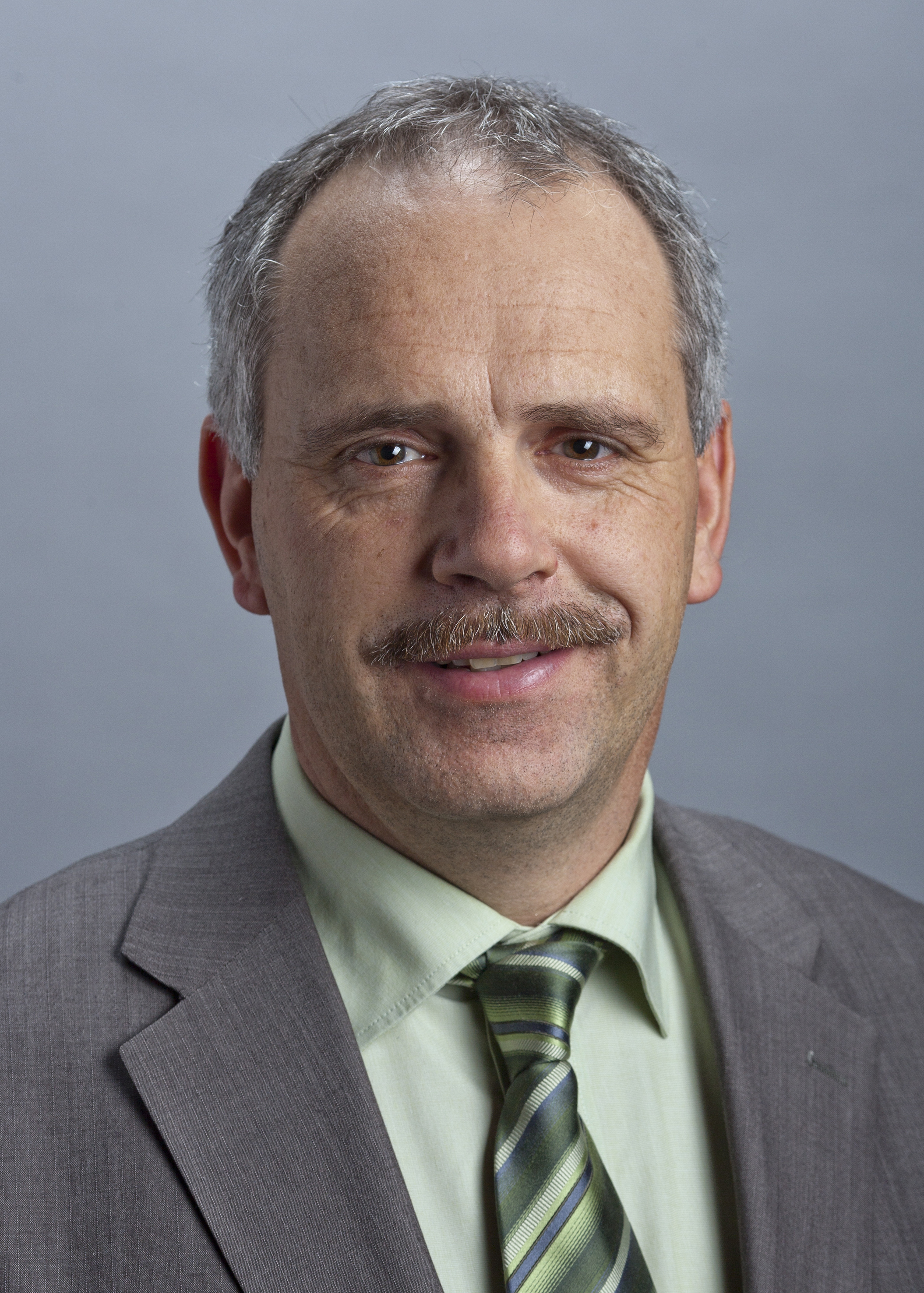
Urs Schläfli (2011)

Urs Schläfli-Kocher (* 2. Juli 1963 in Solothurn, heimatberechtigt in Deitingen) ist ein Schweizer Politiker (CVP).

## Leben
Der gelernte Landwirt sass von Mai 2009 bis Dezember 2011 im Solothurner Kantonsrat. Seit August 2009 ist er zudem Bürgergemeindepräsident der Gemeinde Deitingen. 
Schläfli rückte bei den Parlamentswahlen 2011 für den in den Ständerat gewählten Pirmin Bischof in den Nationalrat nach und gehörte der Sicherheitspolitischen Kommission an. Bei den Parlamentswahlen 2015 wurde er nicht wiedergewählt.
Schläfli ist im Vorstand des Solothurnischen Bauernverbands, wohnt in Deitingen, ist verheiratet und hat zwei Kinder.